# Eurybia divaricata
Eurybia divaricata е вид тревисто растение от семейство Сложноцветни (Asteraceae). Видът е незастрашен от изчезване.

## Разпространение
Eurybia divaricata е разпространен в източната част на Северна Америка, предимно в Апалачите на Съединените щати и в Югоизточна Канада (Онтарио и Квебек).